# 中华蟹守螺
中华蟹守螺（学名：Rhinoclavis sinensis），是中腹足目蟹守螺科銼棒螺屬的一种。主要分布于新加坡、马来西亚、中国大陆、台湾，喜栖于岩礁附近的浅海沙底或碎石海底。
其种加词“sinensis”意为“中华的”。